# Budynek Szkoły Muzycznej w Przeworsku
Budynek Szkoły Muzycznej w Przeworsku (Kamienica Zborowskiego) – zabytkowy budynek w Przeworsku znajdujący się przy ul. Krakowskiej 2 (dawniej 20) na zbiegu z ul. Konopnickiej.

## Historia
Kamienica wzniesiona przez przeworskiego adwokata Bolesława Zborowskiego według projektu Józefa Zająca - mistrza murarskiego z Jarosławia. W chwili oddania do użytku w 1912 była jedyną prywatną kamienicą powstałą na terenie miasta od początku XX wieku. Pierwotnie zamieszkiwana przez właściciela i jego rodzinę. W 1935 willa została zakupiona, rozbudowana i zaadaptowana na potrzeby Starostwa Powiatowego w Przeworsku. W 1971 władze miasta przekazały obiekt Państwowej Szkole Muzycznej I stopnia im. Mieczysława Karłowicza. Po kapitalnym remoncie, 18 pomieszczeń przeznaczono na sale lekcyjne, zaś 3 do celów administracyjnych.

## Architektura
Kamienica została wzniesiona w duchu eklektyzmu. Charakteryzuje się urozmaiconą bryłą i bogatym wystrojem elewacji.